# Erigeron vernus
Erigeron vernus là một loài thực vật có hoa trong họ Cúc. Loài này được (L.) Torr. & A.Gray mô tả khoa học đầu tiên năm 1841.